# المنارة (جازان)
المنارة أو موقع المنارة الأثري أحد المواقع الأثرية في منطقة جازان جنوب المملكة العربية السعودية.

## التاريخ
تعد المنارة من أوسع المواقع الاستيطانية المهجورة بوادي جازان٬ وتقع على العدوة الشمالية للوادي٬ وهي ملاصقة للعدينة من الجهة الشمالية٬ إن لم تكن قامت على أنقاضها٬ طبقًا للاعتقاد السائد عند بعض الأهالي. وهي مندثرة أيضًا٬ ومعدودة في المواقع الأثرية في المنطقة٬ وهي من المدن الإسلامية التي امتد عمرانها إلى القرن التاسع الهجري الرابع عشر الميلادي٬ ويذكر أن خرابها كان على يد الأمير خالد بن قطب الدين٬ أمير المخلاف السليماني في الفترة من سنة (842 - 803 هـ / 1439 - 1400م).

## الوصف
يغلب على الظن أن كثيرًا من آثار المنارة السطحية نقلت منها إلى خارجها٬ ومن ذلك ما يذكره محمد بن أحمد العقيلي أنه رأى أربعة من شواهد القبور المنقوشة في قصر الإمارة جُلبت إليها من المنارة. كما يذكر نقلاً عن شيخ وادي جازان أن أحد رجاله عثر على خمس قطع نقدية ذهبية٬ إلى جانب ما كان يعثر عليه عند جرف السيول للموقع من آنية فخارية بعضها بصورته الكاملة.

## الموقع الآن
موقع المنارة الأثري محاط بسياج حديدي أقامته وكالة الآثار والمتاحف (الهيئة العامة للسياحة)٬ ويبلغ طوله من الشرق إلى الغرب نحو 1.400 متر٬ ومن الشمال إلى الجنوب نحو 1.000 متر. وفي ذلك دليل على اتساع الموقع٬ وأهمية الاستيطان فيه. ذلك الاستيطان الذي لم يقتصر عليه وعلى موقع جارته العدينة من الجنوب٬ وإنما هناك من يعتقد أن الاستيطان في موقع المنارة يتجاوز حدود هذه الأسوار إلى خارجها.